# Петрелик
Петрелѝк село в Югозападна България. То се намира в община Хаджидимово, област Благоевград.

## Население

### Етнически състав
Преброяване на населението през 2011 г.
Численост и дял на етническите групи според преброяването на населението през 2011 г.:
|                     | Численост |
| Общо                | 181       |
| Българи             | 173       |
| Турци               | -         |
| Цигани              | -         |
| Други               | -         |
| Не се самоопределят | -         |
| Неотговорили        | 8         |

## География
Село Петрелик се намира в планински район. Покрай селото се извива река Мътница. То се намира на 3 км от гръцката граница.

## История
В XIX век Петрелик е християнско село в Неврокопската кааза на Серския санджак. В „Етнография на вилаетите Адрианопол, Монастир и Салоника“, издадена в Константинопол в 1878 година и отразяваща статистиката на населението от 1873 година, Петралит (Pétralite) е посочено като село със 70 домакинства и 200 жители.
В 1889 година Стефан Веркович („Топографическо-этнографическій очеркъ Македоніи“) отбелязва Петралит като село с 12 български и 70 турски къщи.
Към 1900 година според известната статистика на Васил Кънчов („Македония. Етнография и статистика“) населението на селото брои 390 души, от които 90 българи християни и 300 турци.